# Ronetta Smith
Ronetta Smith, född 2 maj 1980, är en friidrottare (sprinter) från Jamaica.
Smith har aldrig nått en mästerskapsfinal individuellt däremot har hon två medaljer på 4 x 400 meter från VM 2003 (brons) och VM 2005 (silver).

## Personliga rekord
- 200 meter - 23,25
- 400 meter - 51,23